# Slováci v Maďarsku
Slováci jsou v Maďarsku třetí největší národnostní menšinou. Odhady jejich počtu se pohybují od 17 693 (podle oficiálního sčítání lidu) až po 110 000, což je odhad slovenských organizací v Maďarsku.

## Dějiny
Slováci žili v dnešním, zejména severním Maďarsku, v mnoha obcích přinejmenším do pozdního středověku jako pozůstatek slovanského osídlení před příjezdem Maďarů. Vývoj v následujícím období zůstává zatím nepřehledný. Nejvíce Slováků se dostalo na území dnešního Maďarska v rámci osídlování Dolní země po porážce Osmanské říše, přesněji od konce 17. do 19. století.
Kromě klasických slovenských jazykových ostrovů stojí za zmínku, že tehdejší Pešť měla v roce 1790 52 % obyvatel Slováků, v Pešti ještě v roce 1829 žil týž počet Slováků jako Maďarů. V roce 1900 žilo v Budapešti kolem 100 000 Slováků (Budapešť tak byla městem s největším počtem Slováků v Evropě). Na území mezi Budapeští a dnešními slovenskými hranicemi žili ještě v letech 1880-1890 asi v polovině obcí Slováci, ve více oblastech tvořili 50 % až 100 % populace. V Nyíregyháze v 80. letech 19. století žilo ještě 8 600 Slováků vedle 13 000 Maďarů. Tito Slováci se nazývali Tirpáci. I Segedín měl začátkem 19. století ještě početné slovenské obyvatelstvo.
V roce 1920 žili podle oficiálního maďarského sčítání Slováci jako menšina v Maďarsku v 78 obcích, přičemž většinu měli ve 41 obcích (50-75 % 21 obcí, 75-100 % 20 obcí). Přes 500 Slováků tehdy žilo v župách Stoličnobělehradské, Komárenské, Vesprémské, Ostřihomské, Hontské, Novohradské, Čongradské, Hevešské, Jasko-velkokumánské, Pešťpilišské (Budapešť), Abovsko-turňanské, Boršodské, Zemplínské, Békešské, Aradské, Čanádské. V roce 1920 bylo 59 464 z oficiálně vedených Slováků římskokatolických, 75 229 evangelíků, 7 723 bylo kalvinistů, 734 židů, zbytek (cca 850) jiných vyznání. Výměna obyvatelstva mezi Československem a Maďarskem koncem čtyřicátých let 20. století snížila jejich počet asi o 70 000.
Dnes ještě žijí Slováci v Békešské, Boršodsko-Abaúj-Zemplínské, Komárom-ostřihomské, Novohradské, Pešťské župě a v hlavním městě Budapešti. Jejich střediskem je Békéscsaba. Mají slabé národní povědomí a málo kontaktů se Slovenskem. Od 90. let 20. století mají celostátní slovenskou samosprávu a samosprávu na regionální úrovni. Jejich týdeník Ľudové noviny má i internetové vydání. V zemi jsou dvě národnostní slovenská gymnázia - v Budapešti a v Békešské Čabě.
Novodobé osidlování Slováků v Maďarsku se váže zejména na zázemí Bratislavy, přičemž procentuální podíl přibližně 50 % dosáhli Slováci v obci Rajka.

## Celkový počet Slováků na území dnešního Maďarska od roku 1880

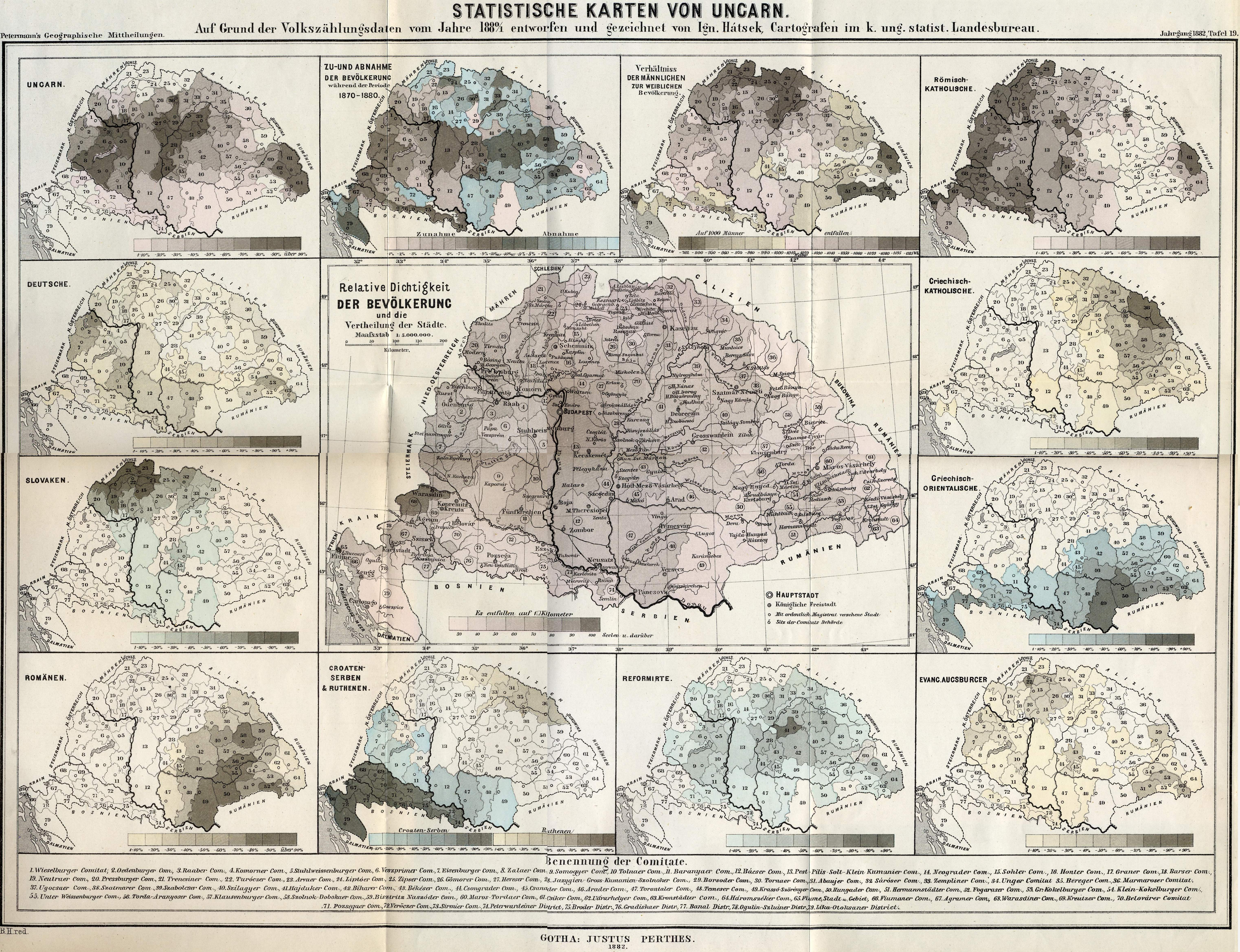
Obyvatelstvo Uherska podle sčítání obyvatel v roce 1880, Slováci jsou na třetím obrázku shora vlevo

Počet Slováků v Maďarsku podle oficiální uherské, resp. maďarské statistiky:
- 1880:
  - V celém Uhersku: 1 855 000 Slováků + 219 404 Maďarů ovládajících slovenský jazyk (celkem 2 074 404 osob)
  - V celém Uhersku kromě dnešního Slovenska: 365 293 Slováků +? „Maďarů“ ovládajících slovenský jazyk
- 1900**: jen v Stoličnobělehradské, Pešťpilišské, Boršodské, Békešské, Ostřihomské, Čanádské a Budapešťské župě: 161 636 * Slováků
- 1910**:
  - V celém Uhersku: 1 946 000 * Slováků + 547 802 „Maďarů“ ovládajících slovenský jazyk (celkem 2 493 802 osob)
  - V celém Uhersku kromě dnešního Slovenska: 261 319 * Slováků +? „Maďarů“ ovládajících slovenský jazyk
  - Pouze v Stoličnobelehradskej, Pešťpilišskej, Boršodsko, Békešské, Ostrihomské, Čanádskej a Budapešťské župě: 145 007 * Slováků + 158 747 „Maďarů“ ovládajících slovenský jazyk (celkem 303 754 osob)
- 1920: 141 882 * Slováků + 257 294 „Maďarů“ ovládajících slovenský jazyk (celkem 399 176 osob)
- 1930: 104 819 Slováků
- 1941: 75 920 Slováků (mateřský jazyk; v hranicích dnešního Maďarska)
- 1945-1949: Maďarsko opustilo 71 969 Slováků, z toho 7 783 ilegálně, 4 230 před výměnou obyvatelstva, zbytek v rámci výměny obyvatelstva[7]
- 1949***: 25 988 Slováků (mateřský jazyk)
- 1990: 10 459 Slováků; 12 745 osob se slovenskými mateřským jazykem; 68 852 osob ovládajících slovenský jazyk
- 2001: 17 693 Slováků; 11 816 osob se slovenskými mateřským jazykem; 18 056 osob ovládajících slovenský jazyk

Údaje do roku 1920 jsou ze zdrojů, pozdější údaje jsou obecně dostupné ve více zdrojích.
Podle soudobých československých zdrojů žilo v době rozpadu Uherska na území dnešního Maďarska 630 000, 350 000 - 450 000, 450 000/500 000 - 550 000 Slováků. Ve prospěch čísla mezi 400 000 - 500 000 v roce 1918 hovoří také výše uvedené součty Slováků a „Maďarů“ mluvících slovensky (toto číslo v posledních uherských sčítání neustále rostlo, ačkoli výuka slovenštiny klesala - nakonec prakticky nebyla - a Maďaři neměli důvod učit se tento jazyk) podle maďarských sčítání, jakož i skutečnost, že ještě v roce 1946 československá komise připravující výměnu obyvatelstva přímo v Maďarsku (i to ne celém) napočítala 473 556 Slováků hlásících se na výměnu. K roku 1990 a 2001 se uvádí, že skutečný počet Slováků v Maďarsku je 70 000 resp. 110 000.
Podle statistik počet Slováků v Maďarsku klesl v závislosti na zdroji z 400 000 - 500 000 / přes 300 000/145 000 počátkem 20. století na dnešních oficiálních 18 000 osob, což je pokles počtu národnosti o 95,5 %/94,2 %/87,5 % za pouhých 80 let [bez odečtení výměny obyvatel ve výši asi 70 000 osob]. Počet Slováků je dnes paradoxně vyšší ve vzdáleném Srbsku či Rumunsku, ačkoli v těchto zemích bylo v době rozpadu Uherska Slováků podstatně méně než v Maďarsku.
Poznámky:
(*) Zde se oficiálně udával "mateřský jazyk", ale tento mateřský jazyk byl v úředních instrukcích pro sčítacích komisařů definován de facto jako nejčastěji používaný jazyk, jazyk, kterým osoba mluvila "nejochotněji". (Nepodařilo se zjistit, jestli to platí i pro sčítání 1930 a později.)
(**) Údaje sčítání z roku 1910 (podobně z roku 1900) jsou zkreslené v neprospěch Nemaďarů zejména v důsledku zvláštní definované otázky, kterou provedli maďarští sčítací komisaři (viz *), dále zkreslení dokazuje nesoulad čísel s vývojem porodnosti a úmrtnosti jednotlivých národností a demograficky nemožné přírůstky maďarského obyvatelstva v jednotlivých obcích oproti předešlým sčítání (tzv. statistická maďarizace).
(***) Pokud toto číslo porovnáme s údajem z roku 1941 a čísly výměny obyvatelstva, vyjde nám i na úrovni oficiálních statistik „deficit“ ve výši 22 037 Slováků.